# Anci
Anci (chinesisch 安次区, Pinyin Āncì Qū) ist ein chinesischer Stadtbezirk der bezirksfreien Stadt Lángfāng in der Provinz Hebei. Er hat eine Fläche von 580,7 km² und zählt 367.670 Einwohner (Stand: Zensus 2010). Er bildet das Zentrum Langfangs und ist Sitz der Stadtregierung.
Koordinaten: 39° 31′ N, 116° 40′ O

## Kultur
Ge Yucheng Zhong Ge Hui (葛渔城重阁会) heißt der lokale Volkstanz. Normalerweise gibt es dabei zwei Schichten von Artisten. Die untere Schicht besteht aus starken Männern die gut Tanzen können und die obere Schicht aus Kindern, welche als "weibliches Horn" sich darstellen.
Andere Tanzarten heißen: Di Shili Kite (第什里风筝) oder Zhong Fan (中幡)